# René Ed Brauchli
René Ed Brauchli, auch René Brauchli  (* 15. Dezember 1934 in Zürich; † 22. November 2005 ebenda), war ein Schweizer Bildender Künstler. 

## Leben und Werk
René Ed Brauchli besuchte von 1949 bis 1950 den Vorkurs an der Kunstgewerbeschule Zürich und anschliessend bis 1952 die Textilfachklasse. Zusammen mit Lilly Keller und Friedrich Kuhn hielt er sich 1954 in Sessa auf. Sein Werk umfasst Malerei, Zeichnungen, Lithografie, Holzschnitt, Siebdruck, Environment, Collagen, Fotografie und Objekte. 1955 erhielt Brauchli ein Stipendium der Stadt Zürich. Von 1957 bis 1959 wohnte er zusammen mit Friedrich Kuhn und Fred Engelbert Knecht im Atelierhaus Wuhrstrasse in Zürich. Brauchli war anarchistisch gesinnt und politischer Aktivist. In den 1960er-Jahren nahm er Einflüsse der Pop Art in sein Schaffen auf. Ab 1965 bis zu seinem Tod 2005 lebte und arbeitete er im Atelierhaus Wuhrstrasse.
Brauchli war Mitglied der Sektion Zürich der GSMBA.